# Couto do Mosteiro
Couto do Mosteiro is een plaats (freguesia) in de Portugese gemeente Santa Comba Dão en telt 1275 inwoners (2001).